# Pseudorhombila octodentata
Pseudorhombila octodentata is een krabbensoort uit de familie van de Pseudorhombilidae. De wetenschappelijke naam van de soort is voor het eerst geldig gepubliceerd in 1906 door Rathbun.